# Meiwa
Meiwa (jap. 明和町 Meiwa-chō) – miasto w Japonii, na wyspie Honsiu, w prefekturze Mie. Według danych na rok 2020 miejscowość zamieszkiwało 22 445 mieszkańców , a gęstość zaludnienia wyniosła 546,9 os./km².